# クベーラ (漫画)
クベーラ（朝: 쿠베라、英: KUBERA）は、ネイバーで連載されている韓国のインターネット漫画である。
2017年4月から、ネイバーにて第3章が連載中。

## 主要登場人物
リズ・ハイアス（朝: 리즈 하이아스、英: Leez Haias)
種族  人間  純血  16歳(第1章)→24歳(第3章)
誕生属性    Kubera - Kubera- Kubera  大地-大地-大地
出身           アテラ付近郊外の村
本作の主人公。
本名クベーラ・リズ( 쿠베라 리즈、Kubera Leez)
アシャ・ラヒロ（朝: 아샤 라히로、英: Asha Rahiro）
種族            人間 純血 20→21歳(第1章)→28歳(第3章)
誕生属性     Marut-Indra-Vayu  破滅-空-風
出身           惑星カルテ
職業  魔法使い
rank  A++  #5(第1章)→#6(第2章)
ユタ(ジャタユ)  (朝: 유타、英: Yuta)
種族            ガルダ族 ラクシャーサ(タラカ族 ラクシャーサ)
2段階→3段階(第1章)
ガンダルヴァ (朝: 간다르바、英: Gandharve)
種族 ガンダルヴァ族ナースティカ(1代目王)
マルナ（朝: 마루나、英: Maruna）
種族  ガルダ族ラクシャーサ(4段階→5段階)
クベーラ  (朝: 쿠베라、英: Kubera)
種族              神(五禅級)(？)
属性              大地(Kubera)
サガラ (朝: 사가라、英: Sagara)
種族              アーナンタ族ナースティカ(3代目王)
ラン・サイロペ（朝: 란 사이로페、英: Ran Sairofe ）
種族             人間 クォーター(ヤクシャ族)
職業  ミスティショア大生(第1章)→AA(第2章)→ミスティショアの水の神官(第3章)
誕生属性       Varuna-Varuna-Varuna  水-水-水
出身             ミスティショア
ブリルリス・ルイン（朝: 브릴리스 루인、英: Brilith Ruin）
種族             人間  純血  アテラの火の神官
誕生属性       Agni-Agni-Agni  火-火-火
出身             アテラ
アグニ（朝: 아그니、英: Agni）
種族             神(五禅級)
属性             火(Agni)

## シュラ
シュラ(Sura)はクベーラ世界における３つの種族のうちの１つ。
彼らは８つの種族に分かれ、それぞれの種族には初代王から名前がつけられた。
シュラの中で最もレベルの高いナースティカは、五禅級の神と並びこの世界で最も強い生きものであり、彼らは自然神の敵であった。
シュラはかつて人間界とシュラドウの両方で暮らしていたが、この物語の初めではほとんどがシュラドウへと移っている。

### シュラの８つの種族

#### アーナンタ族(Ananta)
シュラ型  蛇
属性        大地
初代王はアーナンタ(Ananta)
2代目はマナスビン
現在の王はサガラ(3代目)

#### アシュラ族(Asura)
シュラ型  昆虫
属性        暗
初代王はアシュラ(Asura)
現在の王(？)

#### ガンダルヴァ族(Grandharve)
シュラ型  海生物
属性        水
初代王、現王もガンダルヴァ(Grandharve)

#### ガルダ族(Garuda)
シュラ型  鳥
属性        天
初代王、現王もガルダ(Garuda)
現在は昏睡状態

#### キンナラ族(kinnara)
シュラ型   定型なし
属性        風
初代王はキンナラ(kinnara)
2代目王はアイラバタ
現在の王は(？)

#### ブリトラ族(Vritra)
シュラ型  竜
属性        火
初代王はブリトラ(Vritra)
現在の王は(？)

#### ヤクシャ族(yakusha)
シュラ型   定型なし
属性        光
初代王はヤクシャ(yakusha)
2代目はシュリ
3代目はハヌマン
現在の王は(？)

#### タラカ族(Taraka)
シュラ型  不定
属性        混
初代王はカーリー(kali)
現在の王(？)

## 魔法
神の力を借りる魔法を神聖魔法(divine magic)といい、ナースティカの力を借りる魔法を悪性魔法(fiendish magic)という。:千年ほど前までは、人間は両方の魔法を使っていたが、今は悪性魔法は消え神聖魔法のみ残っている状態。
N0年の大変動によって、人間たちは神界の神々とのつながりが断たれ、今では最も繋がりの深い11の神の力を使えるのみとなった。
すべての人間が魔法使いと呼べるほど自在に魔法を使うことができるわけではなく、ホティ魔法(hoti)は誕生属性に関係なく習得できるが、ブハヴァティ魔法(bhavati)は誕生属性が１つでも合わないと使うことはできない。